# ناگنسنا

ناگنسنا شهری در شهرستان توئسه در استان بازگا در بورکینافاسوی مرکزی است و جمعیت آن ۱۳۰۱ نفر است.